# Дражањ
Дражањ је насеље у општини Гроцка у Граду Београду. Према попису из 2022. било је 1203 становника.

## Историја
Место се налази јужно од Гроцке. Судећи по траговима који се налазе северно од села, у Кућеринама, као и по траговима који се налазе у Ковачевцу, где је „било неко старо гробље“, може се тврдити да је Дражањ старије насеље.
У арачким списковима из првих десетина 19. века помиње се Дражањ, који је имао 1818. године 29, а 1822. г. 34 куће. Године 1846. село је имало 48 кућа, а по попису из 1921. године у селу је било 199 кућа са 1320 становника.
Село су основали преци Дедића (сада разна презимена). Њихов предак Јово, који је дошао из Херцеговине, настанио се код „Точка“, и ту основао село. Са Даћићима су од старине род Гајићића и Швабићи (Живковићи, Стевановићи). Швабићима се зову, веле, због тога, што су, кад се вратили из „прека из бежаније“ (Баната) носили „швапско одело“. Село је подигло школу 1906. године. (подаци крајем 1921. године).

## Демографија
У насељу Дражањ живи 1229 пунолетних становника, а просечна старост становништва износи 40,5 година (39,4 код мушкараца и 41,6 код жена). У насељу има 423 домаћинства, а просечан број чланова по домаћинству је 3,66.
Ово насеље је у великим делом насељено Србима (према попису из 2022. године).
|  |

| Демографија | Демографија | Демографија |
| Година      | Становника  | Становника  |
| ----------- | ----------- | ----------- |
| 1948.       | 1.700       |             |
| 1953.       | 1.867       |             |
| 1961.       | 1.876       |             |
| 1971.       | 1.776       |             |
| 1981.       | 1.758       |             |
| 1991.       | 1.855       | 1.765       |
| 2002.       | 1.548       | 1.680       |
| 2011.       | 1.441       |             |
| 2022.       | 1.203       |             |

| Етнички састав према попису из 2002.‍ | Етнички састав према попису из 2002.‍ | Етнички састав према попису из 2002.‍ | Етнички састав према попису из 2002.‍ | Етнички састав према попису из 2002.‍ |
| ------------------------------------ | ------------------------------------ | ------------------------------------ | ------------------------------------ | ------------------------------------ |
|                                      |                                      |                                      |                                      |                                      |
| Срби                                 | Срби                                 |                                      | 1.457                                | 94,12%                               |
| Роми                                 | Роми                                 |                                      | 68                                   | 4,39%                                |
| Румуни                               | Румуни                               |                                      | 5                                    | 0,32%                                |
| Македонци                            | Македонци                            |                                      | 3                                    | 0,19%                                |
| Југословени                          | Југословени                          |                                      | 1                                    | 0,06%                                |
| непознато                            | непознато                            |                                      | 3                                    | 0,19%                                |

| Година пописа     | 1948. | 1953. | 1961. | 1971. | 1981. | 1991. | 2002. |
| ----------------- | ----- | ----- | ----- | ----- | ----- | ----- | ----- |
| Број домаћинстава | 332   | 364   | 404   | 408   | 427   | 433   | 423   |

| Број чланова      | 1  | 2  | 3  | 4  | 5  | 6  | 7  | 8  | 9 | 10 и више | Просек |
| ----------------- | -- | -- | -- | -- | -- | -- | -- | -- | - | --------- | ------ |
| Број домаћинстава | 71 | 80 | 62 | 76 | 50 | 42 | 26 | 10 | 2 | 4         | 3,66   |

| Пол    | Укупно | Неожењен/Неудата | Ожењен/Удата | Удовац/Удовица | Разведен/Разведена | Непознато |
| ------ | ------ | ---------------- | ------------ | -------------- | ------------------ | --------- |
| Мушки  | 627    | 142              | 427          | 44             | 14                 | 0         |
| Женски | 659    | 91               | 426          | 116            | 24                 | 2         |
| УКУПНО | 1.286  | 233              | 853          | 160            | 38                 | 2         |

| Пол    | Укупно                    | Пољопривреда, лов и шумарство | Рибарство                            | Вађење руде и камена | Прерађивачка индустрија       |
| ------ | ------------------------- | ----------------------------- | ------------------------------------ | -------------------- | ----------------------------- |
| Мушки  | 358                       | 168                           | 0                                    | 0                    | 56                            |
| Женски | 252                       | 145                           | 0                                    | 0                    | 15                            |
| УКУПНО | 610                       | 313                           | 0                                    | 0                    | 71                            |
| Пол    | Производња и снабдевање   | Грађевинарство                | Трговина                             | Хотели и ресторани   | Саобраћај, складиштење и везе |
| Мушки  | 11                        | 18                            | 24                                   | 2                    | 51                            |
| Женски | 6                         | 5                             | 28                                   | 3                    | 3                             |
| УКУПНО | 17                        | 23                            | 52                                   | 5                    | 54                            |
| Пол    | Финансијско посредовање   | Некретнине                    | Државна управа и одбрана             | Образовање           | Здравствени и социјални рад   |
| Мушки  | 1                         | 6                             | 11                                   | 1                    | 6                             |
| Женски | 4                         | 4                             | 0                                    | 9                    | 26                            |
| УКУПНО | 5                         | 10                            | 11                                   | 10                   | 32                            |
| Пол    | Остале услужне активности | Приватна домаћинства          | Екстериторијалне организације и тела | Непознато            | Непознато                     |
| Мушки  | 2                         | 0                             | 0                                    | 1                    | 1                             |
| Женски | 2                         | 1                             | 0                                    | 1                    | 1                             |
| УКУПНО | 4                         | 1                             | 0                                    | 2                    | 2                             |

## Коришћена Литература:
- Коришћена Литература:
- Извор Монографија Подунавске области 1812-1927 саставио Др, Владимир Марган бив. Председник Обласног одбора Комесар Обласне Самоуправе, објављено (1927 г.)„Напредак Панчево,,
- „Летопис“: Подунавска места и обичаји Марина (Беч 1999 г.).

Летопис период 1812 – 2009 г. Саставио од Писаних трагова, Летописа, по предању места у Јужној Србији, места и обичаји настанак села ко су били Досељеници чиме се бавили мештани
- Напомена

У уводном делу аутор је дао кратак историјски преглед овог подручја од праисторијских времена до стварање државе Краљевине Срба, Хрвата и Словенаца. Највећи прилог у овом делу чине ,»Летописи« и трудио се да не пропусти ниједну важну чињеницу у прошлости описиваних места.